# Dodo Chaplet
 (avril 2020).
Si vous disposez d'ouvrages ou d'articles de référence ou si vous connaissez des sites web de qualité traitant du thème abordé ici, merci de compléter l'article en donnant les références utiles à sa vérifiabilité et en les liant à la section « Notes et références ».
Dorothée « Dodo » Chaplet est un personnage de fiction joué par Jackie Lane dans la série Doctor Who. Il s'agit de l'un des personnages réguliers de la série en 1966 et l'un des compagnons du 1er Docteur, alors incarné par William Hartnell. Dodo apparaît dans six sérials et dix-neuf épisodes.

## Apparition
Le personnage de Dodo Chaplet apparaît à la suite de la mort de Katarina pour reprendre le rôle de la « jeune fille accompagnant le Docteur dans ses aventures ». Introduite dans l'épisode « The Massacre of St Bartholomew's Eve », il s'agit d'une jeune fille anglaise des années 1960 qui a une aïeule d'origine française, Anne Chaplet, que le Docteur et Steven ont croisé dans l'épisode en question. Elle entre dans le TARDIS par erreur alors qu'elle pense être dans une véritable cabine de police et doit prévenir les secours à propos d'un accident dont elle fut témoin. Pensant qu'elle est partie, le Docteur et Steven décollent, l'embarquant involontairement avec eux, ce qui ne semble pas vraiment la déranger. Dodo n'a plus de parents et est élevée par sa tante, ce qui en fait une nouvelle « fille de substitution » pour le Docteur, qui souligne par ailleurs sa ressemblance avec Susan. Il faudra attendre l'épisode suivant, « The Ark », pour que le personnage intègre réellement la distribution. Dans cet épisode, elle propage involontairement un rhume mortel aux descendants de l'espèce humaine. 
À l'origine, Anne Chaplet devait tenir le rôle du compagnon, mais le producteur John Wiles et le script-éditor (sorte de responsable des scénarios) Donald Tosh avaient estimé qu'un personnage issu de la France du XVIe siècle ne serait pas à sa place dans le TARDIS et le script fut réécrit par Tosh de telle sorte que sa descendante se retrouve par coïncidence dans le TARDIS.

## Caractéristiques
Dodo vient de l'Angleterre des années 1960. La date n'est pas tout à fait déterminée, on sait juste qu'au moment de son départ, la British Telecom Tower n'était pas finie d'être construite. Dodo est enjouée et nonchalante. Une idée de Donald Tosh était qu'elle porte des vêtements extravagants à chaque nouvel épisode : costume de croisée, cow-girl, etc.

## Départ
Au cours de l'épisode « The War Machines », Dodo est mise en contact avec un ordinateur ultra-puissant, WOTAN, qui l'hypnotise. WOTAN cherche à se servir de Dodo pour asservir le docteur Who mais son plan échouera. Le docteur réussira à mettre Dodo hors de possession de WOTAN et l'enverra se reposer à la campagne. À la fin de l'épisode, on apprendra hors champs, que celle-ci est partie à l'étranger et souhaitait rester dans le XXe siècle. 
Le personnage n'était pas très apprécié du nouveau producteur Innes Lloyd et du script-éditor Gerry Davis qui attendirent l'expiration du contrat de Jackie Lane pour la remplacer par deux nouveaux compagnons, Polly (Anneke Wills) et Ben (Michael Craze), qui paraissaient aux yeux des producteurs être plus conformes aux swinging Sixties.

## Mentions
Le visage de la jeune fille peut être aperçu sur un scanner avec celui d'autres compagnons du Docteur, en même temps que Leela, Kamelion et Vicki dans l'épisode « Resurrection of the Daleks ».
Dans un roman tiré de la série nommé The Last Dodo, le Dixième Docteur surnomme un Dodo « Dorothée ». Dans un autre roman, Who Killed Kennedy, on apprend que Dodo a souffert de problèmes psychologiques et qu'elle a fini sa vie dans un hôpital psychiatrique aux États-Unis. 